# Dasyhelea correntina
Dasyhelea correntina är en tvåvingeart som beskrevs av Ronderos och Diaz 2004. Dasyhelea correntina ingår i släktet Dasyhelea och familjen svidknott. Inga underarter finns listade i Catalogue of Life.